# Trưa Thượng Hải
Trưa Thượng Hải (tựa gốc tiếng Anh: Shanghai Noon) là một bộ phim hài hước - hành động - võ thuật Mỹ của đạo diễn Tom Dey, có sự tham gia của Thành Long và Owen Wilson vào hai vai chính trong phim. Phim được phát hành vào ngày 26 tháng 5 năm 2000 tại Mỹ. Phần tiếp theo của phim có tựa là Shanghai Knights đã được phát hành vào năm 2003.

## Nội dung
Bộ phim lấy bối cảnh năm 1881, khi vuơng triều Thanh ở Trung Hoa nghe tin công chúa Pei-Pei bị bắt cóc thì liền cử ba thị vệ giỏi nhất hoàng cung hộ tống vị quan ngự sử Chon đem vàng qua Mỹ chuộc công chúa về. Một người lính tên Chon Wang, cháu của quan ngự sử, thường học lỏm ngoại ngữ trong các buổi học của công chúa, cảm thấy có cách nhiệm vì đã lơ là để công chúa bị kẻ gian dụ dỗ. Dù không được chọn nhưng anh vẫn tình nguyện xin đi theo.
7 tuần sau, nhóm của Chon đến tiểu bang Nevada. Chon Wang nhìn thấy chú mình bị một băng cướp giết chết nên anh nhảy khỏi xe lửa đuổi theo bọn cướp, anh lạc mất những thị vệ còn lại. Kẻ cầm đầu băng cướp là Roy O'Bannon bị các đồng bọn phản bội và chôn sống trong hoang mạc. Chon khi bị rơi khỏi tàu đã tìm thấy Roy và đưa anh ta đôi đũa để tự đào đất lên. Roy lúc đó chỉ đường qua loa cho Chon tìm thành phố Carson.
Chon đi qua một ngọn núi tuyết, khi đến khu rừng, anh đã đánh bại một nhóm thổ dân của bộ lạc Crow, giúp đỡ cậu bé của bộ lạc Sioux. Hành động nghĩa hiệp của Chon làm ông Tù trưởng bộ lạc da đỏ Sioux cảm kích, và gả con gái tên là Lá Rơi cho anh, Chon đành miễn cưỡng làm phò mã. Ngày hôm sau Chon tiếp tục đi tìm thành phố Carson, anh vào một quán rượu để hỏi đường rồi tình cờ gặp lại Roy. Roy lộ tẩy về vụ chỉ sai đường đi, Chon tức giận đánh nhau với Roy. Bọn côn đồ trong quán cũng lao vào đánh Chon và Roy, cả hai bất đắc dĩ phải hợp sức chống trả. Cảnh sát ập đến dẹp loạn, nhưng chỉ bắt giữ đúng 2 người Chon và Roy.
Tối hôm đó Lá Rơi - cô vợ Chon - phá cửa phòng giam giải cứu hai người. Chon và Roy kết bạn với nhau, Roy dạy Chon cách bắn súng và cưỡi ngựa. Roy dẫn Chon đến thành phố Carson, cả hai bất ngờ nhận ra họ đang bị truy nã. Chon và Roy bỏ chạy sau khi Chon hạ gục hết đám cảnh sát của tên cảnh sát trưởng điên rồ Nathan Van Cleef.
Buổi tối Chon và Roy tìm quán trọ nghỉ ngơi, họ tiếp tục chạm trán Van Cleef, cả hai lại bị cảnh sát bắt. Chon nhận ra kẻ chủ mưu bắt cóc công chúa Pei-Pei chính là tên phản quốc Lo Fong, cũng là đồng bọn của Van Cleef. Sáng sớm Van Cleef định treo cổ Chon và Roy nhưng Lá Rơi giải cứu họ lần nữa. Chon liều lĩnh đi đến khu đất của Lo Fong để tìm công chúa Pei-Pei. Anh nhìn thấy công chúa đang ở cùng nhiều công nhân của Lo Fong. Công chúa không thể bỏ trốn vì cô lo lại Lo Fong dọa sẽ giết những người công nhân con tin nếu công chúa trốn. Chon suýt bị Lo Fong giết, Roy cưỡi ngựa đến giải cứu Chon kịp thời.
3 thị vệ Trung Hoa gặp Lo Fong trong một nhà thờ chính tòa để đàm phán, họ đưa 100 lượng vàng cho Lo Fong đúng như yêu cầu của hắn, đổi lại hắn phải thả công chúa ra. Cuộc trao đổi trở nên rắc rối khi Chon và Roy xuất hiện. Chon cùng 2 thị vệ Trung Hoa giao chiến với Lo Fong, nhưng một người trong họ, là trưởng đoàn, một mực dùng vũ lực ép Chon tuân mệnh lệnh của hoàng đế Trung Hoa.
Một mình Lo Fong đánh bại cả ba, hắn tính giết công chúa, Chon cố gắng bảo vệ cô. Cuối cùng Chon cũng giết được Lo Fong bằng cách treo cổ hắn lên tháp chuông. Trong khi đó, Roy đấu súng với Van Cleef, cuối cùng Roy bắn gục Van Cleef bằng viên đạn cuối cùng còn sót lại. Công chúa Pei-Pei không còn muốn trở về Trung Hoa nữa, cô bắt đầu yêu Chon và muốn định cư tại Mỹ. Lá Rơi cũng thích thú với vẻ lãng tử của Roy nên đã chia tay Chon và hẹn hò với Roy. Sau ngày hôm đó Chon và Roy trở thành cảnh sát, trong lúc đang đi dạo thì cả hai nhìn thấy một băng cướp nhảy lên xe lửa, họ quyết định đuổi theo bắt bọn cướp đó. Bộ phim kết thúc.

## Diễn viên
- Thành Long vai Chon Wang
- Owen Wilson vai Roy O'Bannon
- Lucy Liu vai Công chúa Pei-Pei
- Brandon Merrill vai Công chúa da đỏ Lá Rơi
- Roger Yuan vai Lo Fong
- Xander Berkeley vai Nathan Van Cleef
- Kate Luyben vai Fifi
- Jason Connery vai Calvin Andrews
- Walton Goggins vai Wallace
- Rafael Báez vai Vasquez
- Adrien Dorval vai Blue
- Russell Badger vai Tù trưởng bộ lạc Sioux
- Simon R. Baker vai Lông Nhỏ
- Henry O vai Chú của Chon Wang
- Vu Vinh Quang vai Lính Trung Hoa
- Eric Chen vai Lính Trung Hoa
- Regent Or vai Hoàng đế Trung Hoa